# Fratturazione idraulica
La fratturazione idraulica o fracking (dall'inglese hydrofracking) in geotecnica è lo sfruttamento della pressione di un fluido, in genere acqua, per creare e poi propagare una frattura in uno strato roccioso nel sottosuolo. La fratturazione (detta in inglese frack job o frac job), viene eseguita dopo una perforazione dentro una formazione di roccia contenente idrocarburi, per aumentarne la permeabilità al fine di migliorare la produzione del petrolio o del gas da argille contenuti nel giacimento e incrementarne il tasso di recupero.
Le fratture idrauliche nelle rocce possono essere sia naturali che create dall'uomo; esse vengono create e allargate dalla pressione del fluido contenuto nella frattura. Le fratture idrauliche naturali più comuni sono i dicchi e i filoni-strato, oltre alle fessurazioni causate dal ghiaccio nelle aree con climi freddi. Quelle create dall'uomo vengono indotte in profondità in ben precisi livelli di roccia all'interno dei giacimenti di petrolio e gas, estese pompando fluido sotto pressione e poi mantenute aperte introducendo sabbia, ghiaia, microsfere di ceramica come riempitivo permeabile; in questo modo le fratture create non possono richiudersi quando la pressione dell'acqua viene meno.

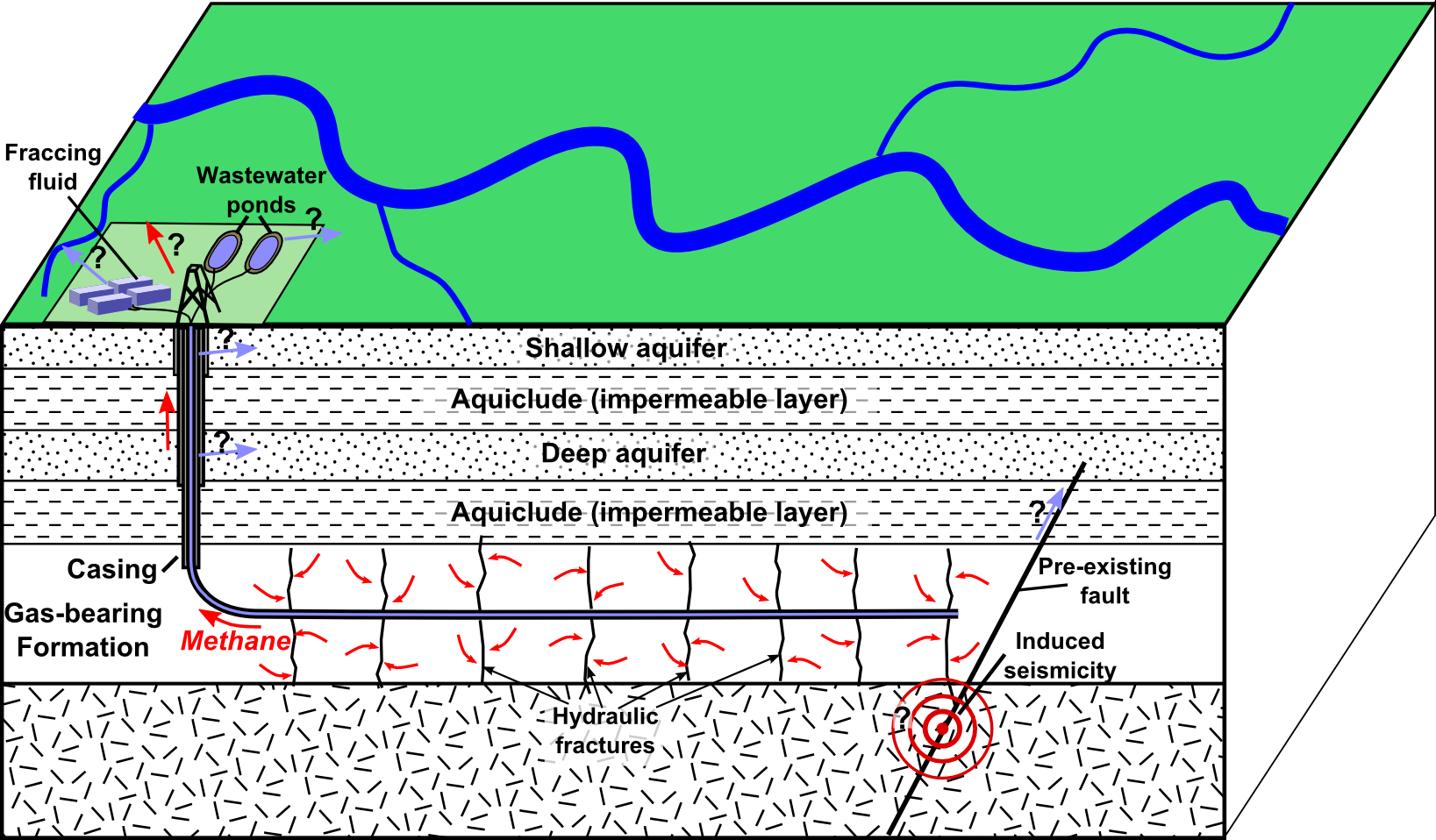
Uno schema di fratturazione idraulica allo scopo di estrarre gas da argille, con note su eventuali rischi ambientali.

## Storia
La tecnica di migliorare la produttività di un pozzo di petrolio fratturandone le rocce risale al decennio 1860 quando in Pennsylvania, utilizzando la nitroglicerina, venne migliorata la produzione di alcuni pozzi perforati in rocce compatte.
La tecnologia di fratturazione effettuata applicando pressione sulla roccia utilizzando un fluido idraulico, per stimolare l'erogazione di petrolio da giacimenti scarsamente produttivi avvenne negli Stati Uniti nel 1947 ad opera della Stanolind Oil and Gas Corporation nel giacimento di Hugoton nel Kansas; la prima azienda a brevettare una tecnica di fratturazione idraulica fu la Halliburton Oil Well Cementing Company nel 1949, che iniziò ad applicare la sua tecnica, chiamata Hydrafrac, nel Texas e Oklahoma; questa pratica, vista l'aumentata produzione che provocò, si diffuse rapidamente prima in tutta l'industria petrolifera statunitense e poi in quella di tutto il mondo. Tuttavia il primo utilizzo in assoluto di acqua in pressione per fratturare le rocce è ancora più antico: secondo T.L. Watson risale addirittura al 1903, che descrive una tecnica di lavoro nella cava del monte Airy, vicino a Mount Airy, Carolina del Nord dove si usava (e si usa tuttora) acqua in pressione per separare blocchi di granito dalla roccia affiorante nella cava.

### Utilizzo attuale
Negli Stati Uniti durante il 2011 sono state effettuate esplorazioni estensive di fitte rocce bituminose alla ricerca di idrocarburi.

## Applicazioni
La tecnica della fratturazione idraulica è utilizzata per aumentare, o ristabilire, il ritmo di estrazione di fluidi come petrolio, gas e acqua, incluso da giacimenti non convenzionali come quelli carboniferi o le rocce bituminose. La fratturazione idraulica permette l'estrazione di idrocarburi da rocce a bassa permeabilità (per esempio calcari compatti, arenarie ben cementate e argille), da cui altrimenti non fluirebbero in quantità tali da permettere l'estrazione ad un tasso economicamente conveniente. Ad esempio, la fratturazione permette l'estrazione di gas naturale dalle rocce bituminose, un materiale estremamente impermeabile (tra i micro e i nanodarcy). Le fratture indotte vanno ad aumentare la permeabilità della roccia nell'intorno del pozzo, aumentando la portata dell'estrazione.
Mentre il principale uso industriale della fratturazione idraulica è stimolare l'estrazione di petrolio e gas, essa viene utilizzata anche:
- nella costruzione di pozzi idrici[13];
- per preparare le rocce alla perforazione mineraria[14];
- per rendere più efficienti processi di riduzione delle perdite (di solito fuoriuscite di idrocarburi)[15];
- per smaltire perdite iniettandole in formazioni rocciose idonee;
- come metodo per misurare tensioni nella crosta terrestre.

## Metodologia
Una frattura idraulica viene creata dal pompaggio del fluido fratturante nel pozzo, con una pressione sufficiente a superare il gradiente di fratturazione della roccia. Questo causa una o più crepe in cui il fluido entra, causandone un'ulteriore estensione. Per mantenere aperta la crepa anche dopo l'arresto del pompaggio si aggiunge al fluido un materiale solido detto "proppant", comunemente costituito da granuli ben selezionanti di sabbia quarzosa o da microsfere ceramiche, che viene portato dal fluido nelle fratture e impedisce loro di richiudersi completamente al venir meno della pressione, conservando un passaggio ad alta permeabilità per il fluido da estrarre.
Perforare un pozzo produce schegge di roccia e detriti che possono infilarsi nelle crepe e nei pori della parete del pozzo, sigillando parzialmente il pozzo e riducendone la permeabilità: la fratturazione idraulica può ristabilire un adeguato flusso di estrazione dal giacimento. Per questo motivo è una misura standard adottata in tutti i pozzi perforati in rocce scarsamente permeabili, e circa il 90% di tutti i pozzi di gas naturale negli Stati Uniti usa la fratturazione idraulica per produrre gas a un prezzo competitivo.
Il fluido iniettato nei pozzi può essere acqua, gel, schiuma o gas compresso come azoto, diossido di carbonio o semplice aria. Si usano anche vari tipi di materiale solido di mantenimento: di solito sabbia, ma anche sabbia con rivestimenti in resina o sferule di ceramica appositamente progettate a seconda del tipo di permeabilità richiesto o della pressione a cui il materiale dovrà resistere.
A volte si usano sabbie contenenti dei traccianti radioattivi naturali, per poter seguire l'andamento delle fratture indotte nel sottosuolo. La proporzione fra fluido di fratturazione e materiale di mantenimento è in genere 99% fluido e 1% di materiale.
Per rilevare la dimensione e l'orientamento delle fratture provocate si esegue un monitoraggio microsismico durante il pompaggio di fratturazione, installando schiere di geofoni in pozzi adiacenti. Mappando i microsismi dovuti alle fratture in crescita si può dedurre la geometria approssimativa delle fratture. Altre importanti informazioni sugli sforzi indotti nelle rocce si ottengono piazzando schiere di inclinometri.
L'equipaggiamento standard per la fratturazione che si usa nei campi petroliferi comprende un miscelatore dinamico, una o più pompe ad alta pressione e alto flusso (di solito pompe triple o quintuple) e un'unità di monitoraggio sismico. Altro materiale necessario sono serbatoi, tubature ad alta pressione, unità additivanti e manometri per tenere sotto controllo la pressione, il flusso e la densità del fluido durante l'iniezione. I valori di pressione e flusso del fluido variano molto nelle varie fasi: l'iniezione inizia con bassa pressione e flusso anche di 265 litri al minuto. Nella fase di sforzo la pressione aumenta fino a valori di 100 MPa e il flusso diminuisce gradatamente.

## Rischi ambientali
La fratturazione idraulica è sotto monitoraggio a livello internazionale a causa di preoccupazioni per i rischi di contaminazione chimica delle acque sotterranee e dell'aria. In alcuni paesi l'uso di questa tecnica è stata sospesa o addirittura vietata.
A Marzo 2014 la rivista Endocrinology ha pubblicato un articolo su attività estrattive del Colorado, dal titolo "Estrogen and androgen receptor activities of hydraulic fracturing chemicals and surface and ground water in a drilling-dense region". I ricercatori hanno analizzato le acque di Garfield County, Colorado, zona dove sono molto presenti pozzi di gas d'argille. I campionamenti mostrarono che anche la presenza di "livelli moderati" di sostanze chimiche dei fluidi usati per la fratturazione avevano la potenzialità di interferire con il funzionamento normale degli ormoni. Uno dei coautori dello studio, Christopher Kassotis, sostiene che gli alti livelli di alterazione del funzionamento degli ormoni sono collegati ad infertilità, cancro, e danni alla nascita.

### Rischi sismici
Le tecniche di microfratturazione idraulica del sedimento possono, in taluni casi, generare una micro-sismicità indotta e molto localizzata. L'intensità di questi micro-terremoti è di solito piuttosto limitata, ma ci possono essere problemi locali di stabilità del terreno proprio quando i sedimenti sono superficiali.

Alcuni terremoti superiori al 5º grado della scala Richter, non connessi ad interventi di fratturazione idraulica bensì ad immissioni di smaltimento di fluidi nel sottosuolo profondo, sono stati registrati nell'impianto militare Rocky Mountain Arsenal, vicino a Denver in Colorado. Nel 1967, dopo l'iniezione di 17 - 21 milioni di litri al mese di liquidi di scarto a 3.670 metri di profondità, furono registrate una serie di scosse indotte localizzate nell'area, con una punta massima di magnitudo compresa fra 5 e 5,5. 
  Seppure una parte dell'opinione pubblica e alcuni ambientalisti denuncino la pericolosità della fratturazione dal punto di vista della sismicità indotta, non sono stati mai pubblicati lavori scientifici che supportino tale ipotesi. Alcuni ricercatori hanno recentemente ipotizzato che la fratturazione idraulica, unitamente a una rara combinazione di fattori geologici, possa essere stata la causa di due microsismi occorsi nell'aprile e maggio del 2011 nel Lancashire, in Inghilterra, la cui limitata intensità (magnitudo 2.3 e 1.4 della scala Richter rispettivamente) non avrebbe però potuto costituire in alcun modo un rischio per la popolazione o i manufatti, in quanto sismi di magnitudo tra 2 e 3 tipicamente producono vibrazioni appena percettibili dall'uomo.
Uno studio del 2014 ha avanzato l'ipotesi che l'aumento dell'attività sismica riscontrata a partire dal 2001 in alcune zone del Colorado e del New Mexico (USA), situate perlopiù nel raggio di 5 km da pozzi di fratturazione idraulica, dipenda principalmente dall'inizio di operazioni di fracking in tali aree, dal momento che c'è solo un 3% di probabilità che l'aumento registrato si verifichi per variazioni casuali nel tasso di sismicità.

## Critiche
Sulla critica diretta a questo processo di estrazione di gas naturale dai giacimenti di gas da argille, impiegato su larga scala negli Stati Uniti, è basato il documentario Gasland di Josh Fox, candidato al Premio Oscar 2011 per la categoria Documentari. L'Indipendent Petroleum Association of America ha lanciato poi un contro-documentario intitolato TruthLand con l'obiettivo di contestare le conclusioni e il metodo usati da Fox. È in preparazione un seguito di GasLand, sempre per mano di Josh Fox, dal titolo GasLand Part II.
Nel 2015 uno studio dell'United States Geological Survey (USGS) ha dimostrato per la prima volta in modo preciso un rapporto fra il fracking e l'aumento dei fenomeni sismici in 17 territori degli Stati Uniti.
Un'inchiesta del New York Times ha messo in luce i problemi legati alla concentrazione di radioattività intorno ai pozzi di fratturazione in Pennsylvania.